# Paige Turco
Paige Turco  (født Jean Paige Turco; 17. maj 1965) er en amerikansk skuespiller. Hun er kendt for sin rolle som April O'Neil i Teenage Mutant Ninja Turtles II: The Secret of the Ooze og Teenage Mutant Ninja Turtles III.

## Biografi

### Unge år
Turco blev født som barn af Joyce J. og David V. Turco (der var af italiensk herkomst) i Springfield, Massachusetts, hvor hun opvoksede. Hun gik på Walnut Hill School i Natick, Massachusetts og virkede som solodanser ved New England Dance Conservatory, Amherst Ballet Theatre Company og Western Massachusetts Ballet Company. Paige dimitterede fra Bay Path College i Longmeadow, Massachusetts i 1987. hun tog en eksamen i drama ved University of Connecticut og efter en ankelskade helligede hun sig arbejdet som skuespiller.

### Skuespillerkarriere
Turco fik sin tv-debut i 1987 i sæbeoperaen Guiding Light som Dinah Marler, og derefter som Melanie i sæbeopraen All My Children. Hun gæsteoptrådte i tv-serien Vi bli'r i familien som Annie Mott, en eks-alkoholiker og alenemor. Hun havde en ledenede rolle i The Agency som grafikeren Terri Lowell, og i tredje sæson af Rescue Me som fysiklæreren Mrs. Nell Turbody. Turco optrådte også i filmen Invincible, hvor hun spillede Carol Vermeil, der var Dick Vermeil kone. Hun spillede desuden med i Disneyfilmen The Game Plan. 
I 2007 blev hun tildelt en rolle i ABC tv-serien Big Shots, hvor hun potrætterede Lisbeth, ekskonen til Dylan McDermotts rolle, Duncan Collinsworth, en direktør for et kosmetikfirma. Desuden har Turco en talent holding deal med ABC. Turco har en gæsterolle i den anden sæson af den Emmy-vindende serie Damages.

### Privatliv
Paige er romerskkatolsk. Hun er gift med den irske skuespiller Jason O'Mara og har et barn, David (navngivet efter hendes far, der døde inden hun fyldte et). Familien bor både i Los Angeles, New York samt deres hjem Connecticut. De besøger også tit slægtninge i Irland.

## Filmografi
- Guiding Light – Dinah Morgan Marler #2 (CBS-TV; 1987-89)
- All My Children – Melanie 'Lanie' Cortlandt Rampal (ABC-TV; 1989-91)
- Teenage Mutant Ninja Turtles II: The Secret of the Ooze (1991) – April O'Neil
- Teenage Mutant Ninja Turtles III (1993) – April O'Neil
- The Feminine Touch (1994) – Jennifer Barron
- Winnetka Road (1994) Tv-serie – Terry Mears
- Dead Funny (1994) – Louise
- Vibrations (1995) – Lisa
- American Gothic (1995) Tv-serie – Gail Emory
- The Pompatus of Love (1996) – Gina
- Dark Tides (1998) – Sara
- Claire Makes It Big (1999) – Bronwyn
- Silent Witness (2000) (Tv)
- Dead Dog (2000) – Perri
- R2PC: Road to Park City (2000)- sig selv
- Urbania (2000) – Cassandra
- Runaway Virus (2000) (TV) – Jenny Blanchard
- Astoria (2000) – Elena
- Law & Order: Special Victims Unit (2001) NBC-Tv-erie
- The Agency (2001) CBS-Tv-serie – Terri Lowell (2001-03)
- The Empath (2002)
- Rhinoceros Eyes (2003) – Fran
- Waltzing Anna (2005) – Barbara Rhoades
- Rescue Me (TV) (2006) – Ms. Turbody
- Invincible (2006) – Carol Vermeil
- The Favor (2006) – Caroline
- The Game Plan (2007) – Karen Kelly
- Big Shots (2007) ABC-TV Series – Lisbeth Collinsworth
- Taking Chance (2009) HBO TV-movie – Stacey Strobl
- The Stepfather (2009)-
- Damages (Tv-serie) (2009)FX series – Christine Purcell
- Life on Mars – Colleen McManus